# Сатин

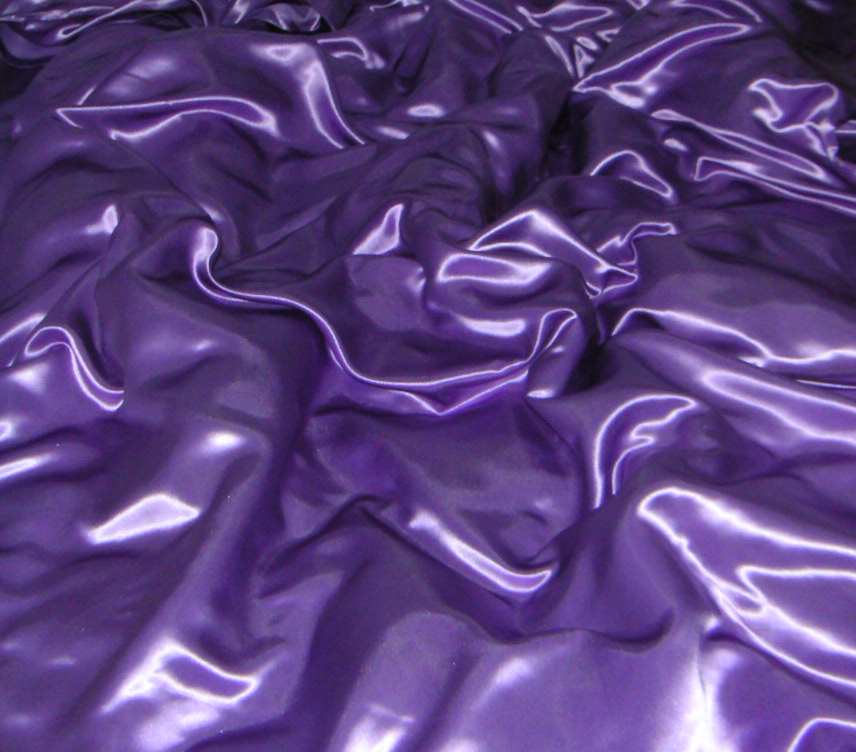
Тканина сатин

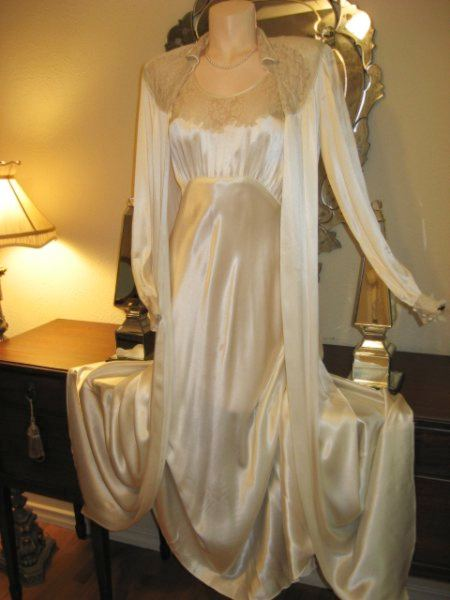
Сатинова нічна сорочка та накидка

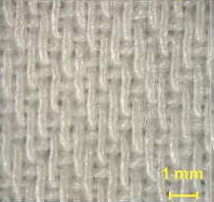
Переплетення ниток у сатині

Сати́н (фр. satin, від араб. زيتون, зайтун, від «Зайтун» — стародавньої арабської назви китайської гавані Цюаньчжоу, звідки вивозилася ця тканина) — тканина сатинового переплетення. Має гладку, шовковисту лицьову поверхню, на якій переважають нитки піткання; досить щільна і блискуча; випускається в основному гладкофарбованою, набивною та вибіленою.